# ヨハン・ボーデ
ヨハン・エレルト・ボーデ（Johann Elert Bode, 1747年1月19日 - 1826年11月23日）は、ドイツの天文学者である。ヨハン・ティティウスが発見した太陽系の惑星の軌道に関する法則を世に紹介したこと、ウィリアム・ハーシェルの発見した新惑星（天王星）に Uranus の名前を提案したことで知られる。また、後にメシエ天体に数えられる天体を数多く発見している。

## 略歴
1747年1月19日、ハンブルクで生まれた。1772年にベルリン・アカデミーの天文台の計算家となると、1774年にはヨハン・ハインリヒ・ランベルトとともに「ベルリン天体暦」を発行し、1777年にランベルトが他界して以降は毎年彼独りで1826年に他界するまで発行を続けた。1786年に王立科学アカデミーの会員に選ばれた。翌1787年にはベルリン天文台の台長に就任、1825年にヨハン・フランツ・エンケに引き継ぐまでその職にあった。1789年王立協会フェロー選出。1826年11月23日、ベルリンで76歳で死去。

## 業績
1772年、シャルル・ボネ『自然の思想』第2版のヨハン・ティティウスによる訳注で太陽系の惑星の軌道に関する法則を知り、自分の『星空の知識入門』 (Anleitung zur Kenntniss des gestirnten Himmels) 第2版に脚注として書き加えた。ボーデが発見者はティティウスだと言わなかったこと、論文や学会でも発表し広めたこと、のちに彼が有名になったことにより、この法則はボーデの法則として知られるようになったが、現在ではティティウス・ボーデの法則と呼ばれることも多い。
天体観測者としては、1774年12月31日にM81とM82を発見している。ボーデは「おおぐま座の頭部、耳に位置するd星のすぐ東側に、2つの小さな星雲状の斑点が0.75度ほど離れて位置しているのを発見した」と記している。このうちM81は、後にボーデの銀河 (Bode's Galaxy) と呼ばれるようになった。その後、1775年2月3日には球状星団M53を、1777年12月31日には球状星団M92を発見している。1779年4月5日の渦巻銀河M64の独立発見は、エドワード・ピゴットに遅れることわずか12日のことであり、2002年4月にピゴットの業績が再発見されるまではボーデが第一発見者とされていた。また少なくとも1782年以前に散開星団M48を独立発見している。
ウィリアム・ハーシェルが1781年に発見した新惑星は、発見者のハーシェルによってジョージ3世を記念した Georgium Sidus と呼ばれていたが、イギリス以外では広まらなかった。ボーデは土星 (Saturn) の父に当たる神の名前としてギリシャ神話の天空の神 Uranus と名付けることを提案し、後に広く受け入れられた。
アマチュア向けの小さな星図 Vorstellung der Gestirne や、星座とその神話の入門書（10版を重ねた）も出版している。
小惑星998は、彼にちなんでボーデアと命名されている。

### 『ウラノグラフィア』

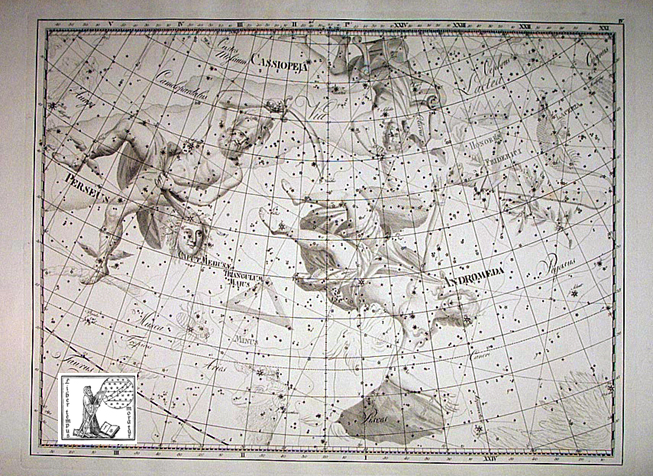
星図『ウラノグラフィア』の1ページ。中央はアンドロメダ座。

1801年、星図『ウラノグラフィア』(Uranographia) を出版した。この星図は、恒星などの天体の位置の科学的正確さと、星座の絵の芸術的解釈の、双方を目指した星図だった。この星図は、星座の芸術的表現のピークとなった。それ以降、星図は絵に力を注がなくなり、ついには絵をなくすことになる。『ウラノグラフィア』には100もの星座が描かれており、彼自身も、測定索座、電気機械座、印刷室座、フリードリヒの栄誉座の4つの新しい星座を設けているが、現在は4つのいずれも残っていない。